# Zodion erythrurum
Zodion erythrurum is een vliegensoort uit de familie van de blaaskopvliegen (Conopidae). De wetenschappelijke naam van de soort is voor het eerst geldig gepubliceerd in 1865 door Camillo Róndani.